# John Cooper (racing)
John Newton Cooper OBE, född 17 juli 1923 i Surbiton, avliden  24 december 2000 i Worthing var en brittisk ingenjör och formelbilskonstruktör.
Tillsammans med sin far Charles startade Cooper tillverkning av tävlingsbilar i företaget Cooper Car Company 1948. Man tillverkade först 500cc midget-racers (föregångare till formel 3). Cooper sålde även bilar till privatförare som tävlade med dem i större klasser och från 1953 drev man ett eget formel 1-stall. Coopers revolutionerande mittmotorbilar vann VM-titeln två år i rad 1959 och 1960.
Cooper utvecklade även en tävlingsversion av BMC:s Mini under namnet Mini Cooper. Bilen dominerade rallytävlingar under andra halvan av 1960-talet med bland annat tre vinster i Monte Carlo-rallyt 1964, 1965 och 1967.